# Chorisochora minor
Chorisochora minor är en akantusväxtart som först beskrevs av Isaac Bayley Balfour, och fick sitt nu gällande namn av K. Vollesen. Chorisochora minor ingår i släktet Chorisochora och familjen akantusväxter. Inga underarter finns listade i Catalogue of Life.